# Puchar Świata w narciarstwie alpejskim kobiet 2016/2017
Puchar Świata w narciarstwie alpejskim kobiet 2016/2017 to 51. edycja tej imprezy. Cykl rozpoczął się tradycyjnie w austriackim Sölden, 22 października 2016 roku, zaś zakończył zawodami w Aspen w połowie marca. Mistrzostwa świata odbyły się w lutym w szwajcarskim kurorcie Sankt Moritz. Natomiast w dniach 4–5 marca 2017 odbyła się próba przedolimpijska przed Zimowymi Igrzyskami Olimpijskimi 2018 w Pjongczangu.

## Zdobywczynie kryształowych kul

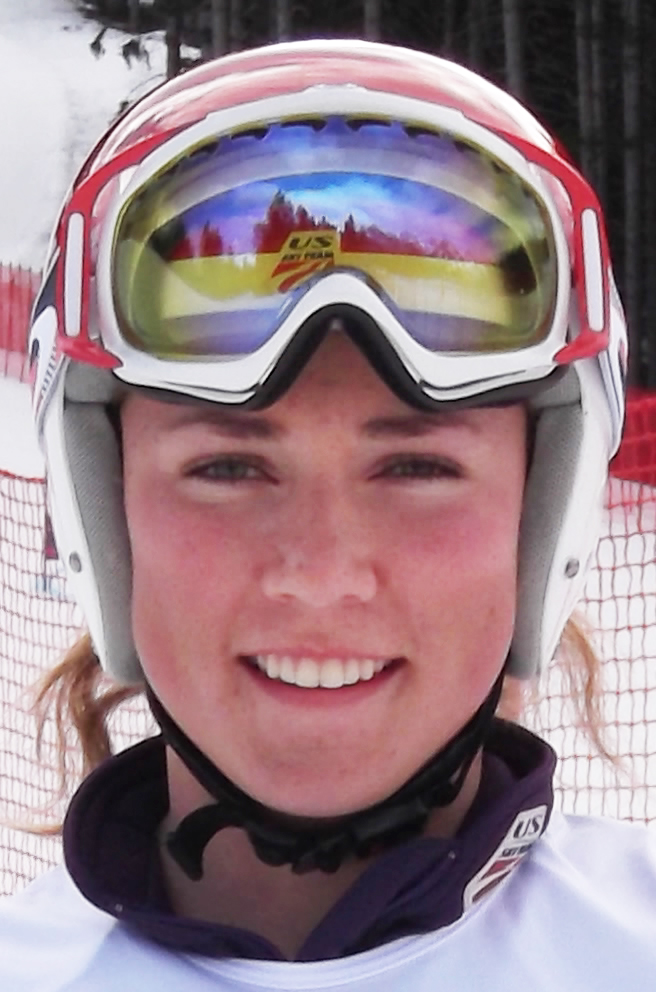
Mikaela Shiffrin, zwyciężczyni klasyfikacji generalnej Pucharu Świata i slalomu
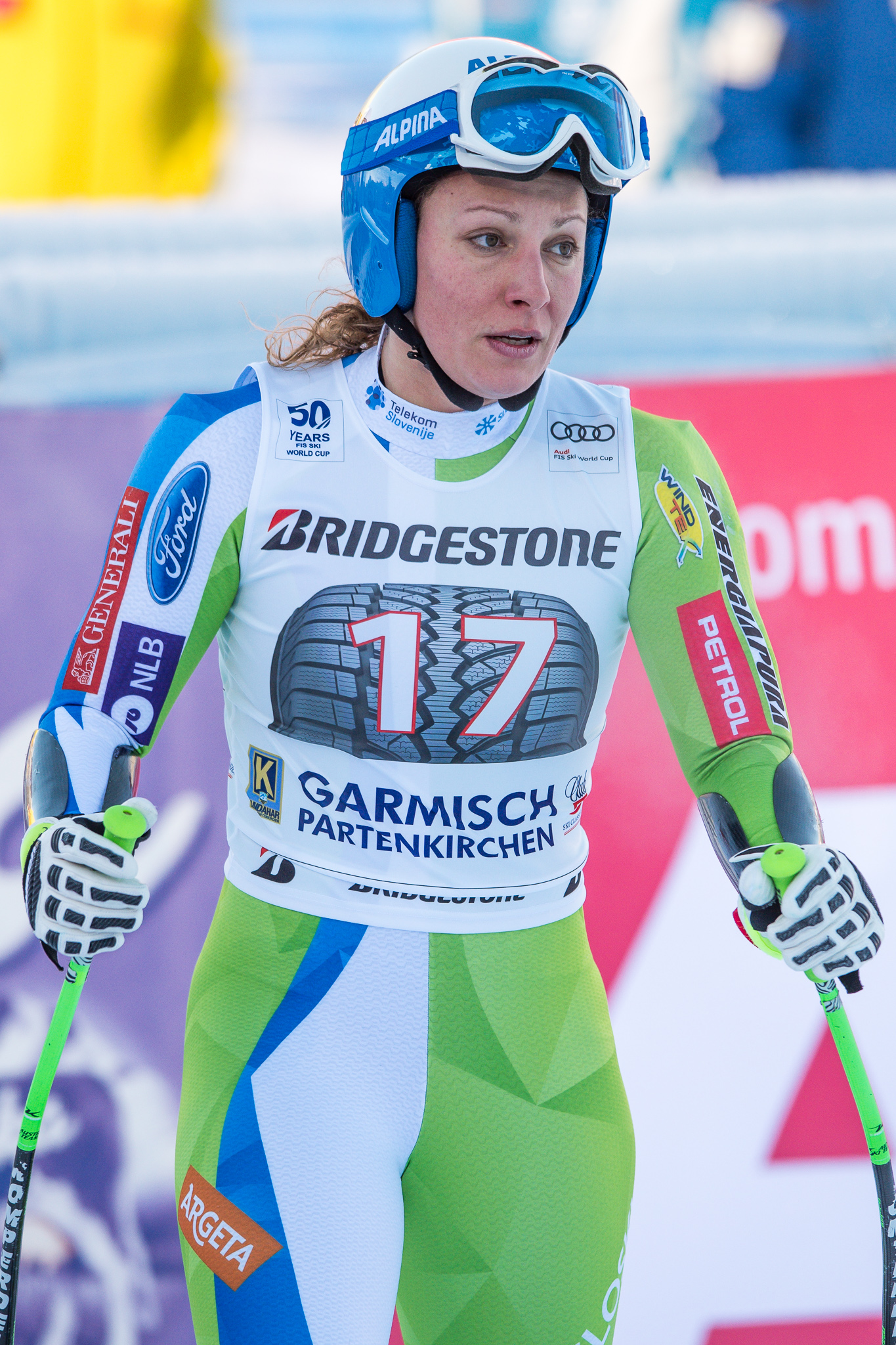
Ilka Štuhec, zwyciężczyni klasyfikacji zjazdu oraz superkombinacji
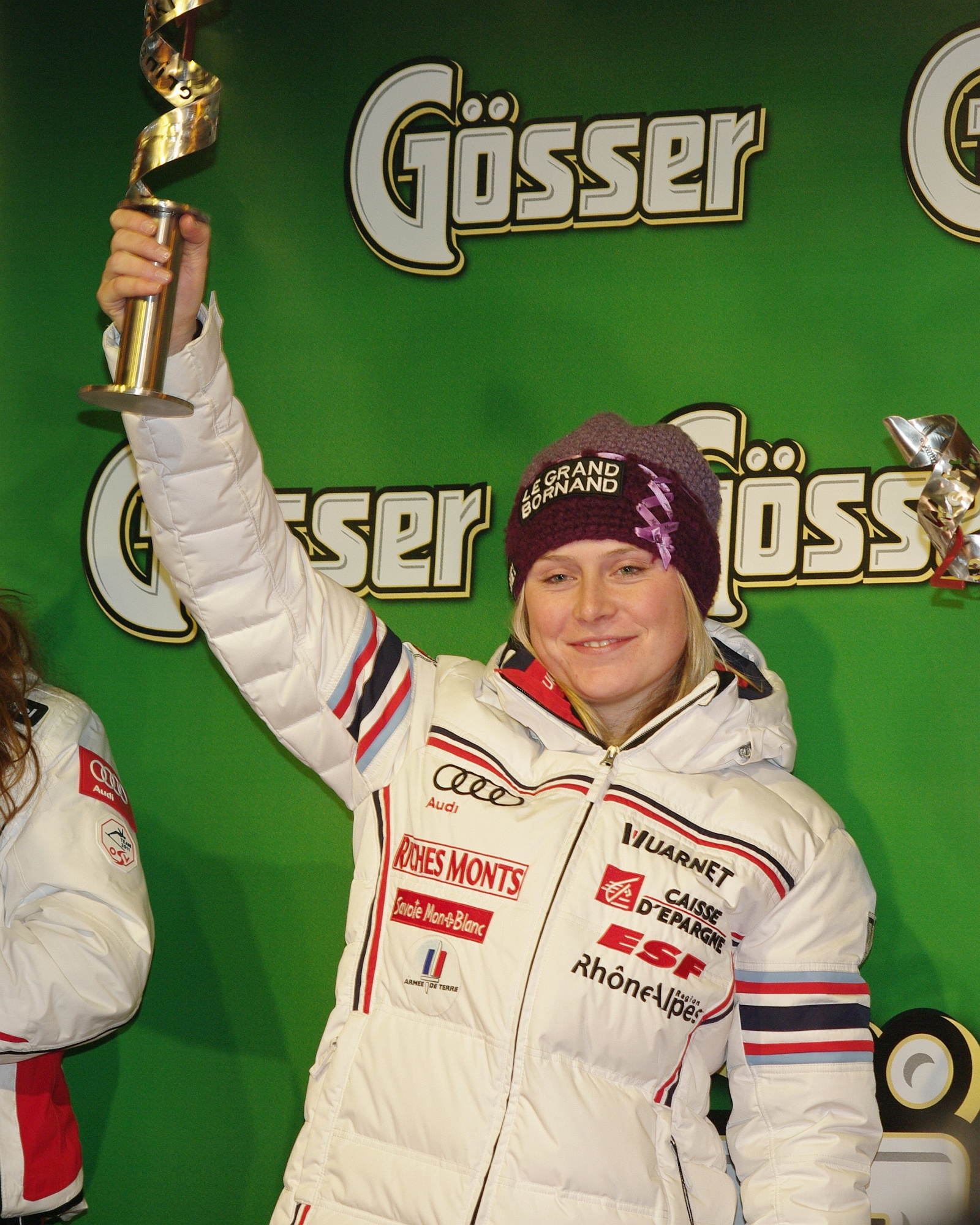
Tessa Worley, zwyciężczyni klasyfikacji giganta
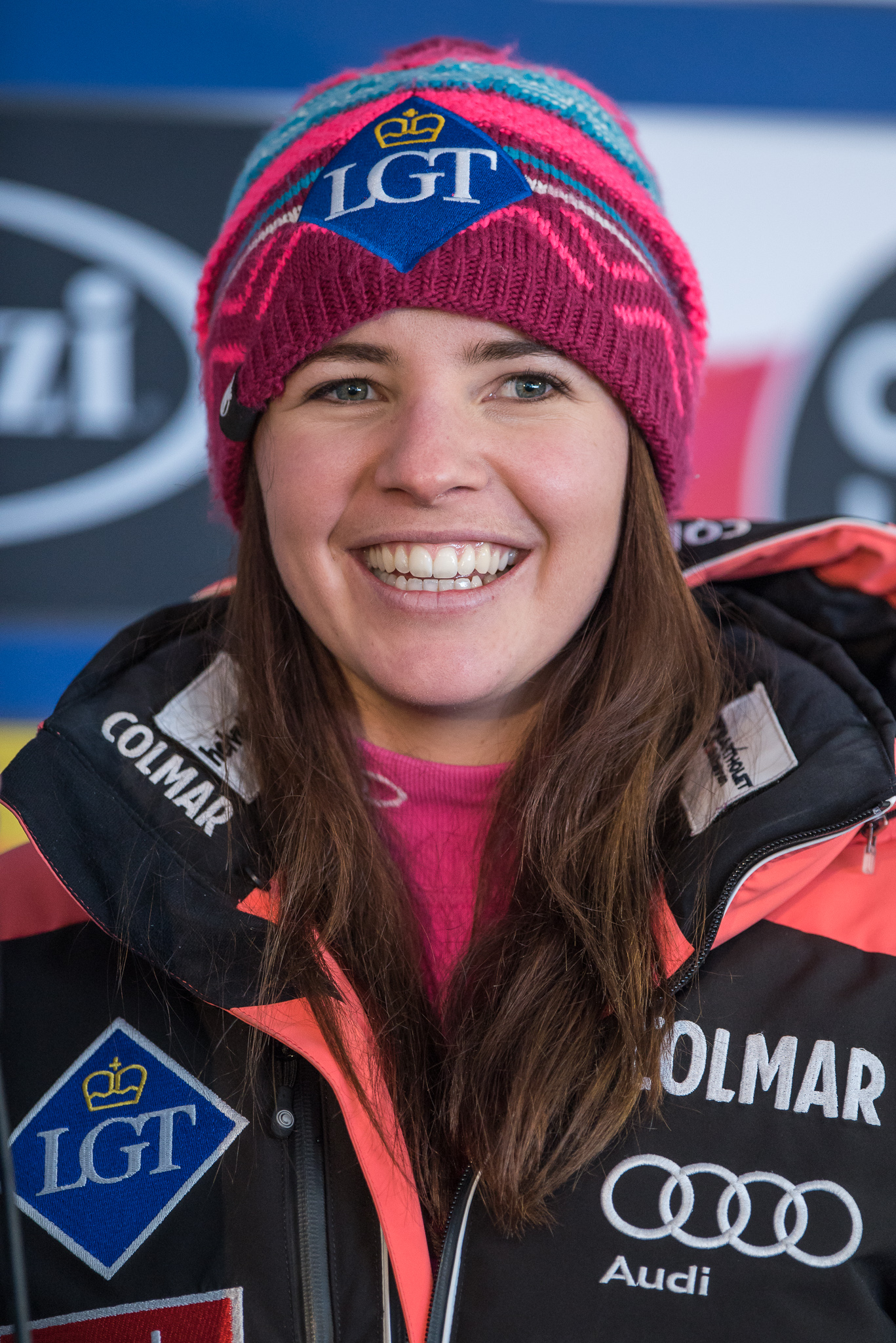
Tina Weirather, zwyciężczyni klasyfikacji supergiganta
Reprezentantki Włoch, zwyciężczynie klasyfikacji drużynowej

## Podium zawodów

### Indywidualnie
| Lp.                                        | Data                 | Miejscowość            | Trasa                        | Konkurencja       | 1. Miejsce              | 2. Miejsce              | 3. Miejsce                      |
| ------------------------------------------ | -------------------- | ---------------------- | ---------------------------- | ----------------- | ----------------------- | ----------------------- | ------------------------------- |
| 1.                                         | 22 października 2016 | Sölden                 | Rettenbach                   | gigant            | Lara Gut                | Mikaela Shiffrin        | Marta Bassino                   |
| 2.                                         | 12 listopada 2016    | Levi                   | Levi Black                   | slalom            | Mikaela Shiffrin        | Wendy Holdener          | Petra Vlhová                    |
| 3.                                         | 26 listopada 2016    | Killington             | SuperStar                    | gigant            | Tessa Worley            | Nina Løseth             | Sofia Goggia                    |
| 4.                                         | 27 listopada 2016    | Killington             | SuperStar                    | slalom            | Mikaela Shiffrin        | Veronika Velez-Zuzulová | Wendy Holdener                  |
| 5.                                         | 2 grudnia 2016       | Lake Louise            | Men’s Olympic / East Summit  | zjazd             | Ilka Štuhec             | Sofia Goggia            | Kajsa Kling                     |
| 6.                                         | 3 grudnia 2016       | Lake Louise            | Men’s Olympic / East Summit  | zjazd             | Ilka Štuhec             | Lara Gut                | Edit Miklós                     |
| 7.                                         | 4 grudnia 2016       | Lake Louise            | Men’s Olympic / East Summit  | supergigant       | Lara Gut                | Tina Weirather          | Sofia Goggia                    |
| 8.                                         | 10 grudnia 2016      | Sestriere              | Giovanni A. Agnelli          | gigant            | Tessa Worley            | Sofia Goggia            | Lara Gut                        |
| 9.                                         | 11 grudnia 2016      | Sestriere              | Giovanni A. Agnelli          | slalom            | Mikaela Shiffrin        | Veronika Velez-Zuzulová | Wendy Holdener                  |
| 10.                                        | 16 grudnia 2016      | Val d’Isère            | Diebold-OK                   | superkombinacja   | Ilka Štuhec             | Michelle Gisin          | Sofia Goggia                    |
| 11.                                        | 17 grudnia 2016      | Val d’Isère            | OK                           | zjazd             | Ilka Štuhec             | Cornelia Hütter         | Sofia Goggia                    |
| 12.                                        | 18 grudnia 2016      | Val d’Isère            | OK                           | supergigant       | Lara Gut                | Tina Weirather          | Elena Curtoni                   |
|                                            | 20 grudnia 2016      | Courchevel             |                              | gigant            | Zawody odwołane.        | Zawody odwołane.        | Zawody odwołane.                |
| 13.                                        | 27 grudnia 2016      | Semmering              | Panorama                     | gigant            | Mikaela Shiffrin        | Tessa Worley            | Manuela Mölgg                   |
| 14.                                        | 28 grudnia 2016      | Semmering              | Panorama                     | gigant            | Mikaela Shiffrin        | Tessa Worley            | Viktoria Rebensburg             |
| 15.                                        | 29 grudnia 2016      | Semmering              | Panorama                     | slalom            | Mikaela Shiffrin        | Veronika Velez-Zuzulová | Wendy Holdener                  |
| 16.                                        | 3 stycznia 2017      | Zagrzeb                | Crveni Spust                 | slalom            | Veronika Velez-Zuzulová | Petra Vlhová            | Šárka Strachová                 |
| 17.                                        | 7 stycznia 2017      | Maribor                | Pohorje 2                    | gigant            | Tessa Worley            | Sofia Goggia            | Lara Gut                        |
| 18.                                        | 8 stycznia 2017      | Maribor                | Radvanje                     | slalom            | Mikaela Shiffrin        | Wendy Holdener          | Frida Hansdotter                |
| 19.                                        | 10 stycznia 2017     | Flachau                | Hermann Maier Weltcupstrecke | slalom            | Frida Hansdotter        | Nina Løseth             | Wendy Holdener Mikaela Shiffrin |
|                                            | 14 stycznia 2017     | Altenmarkt-Zauchensee  |                              | zjazd             | Zawody odwołane.        | Zawody odwołane.        | Zawody odwołane.                |
|                                            | 15 stycznia 2017     | Altenmarkt-Zauchensee  |                              | superkombinacja   | Zawody odwołane.        | Zawody odwołane.        | Zawody odwołane.                |
| 20.                                        | 15 stycznia 2017     | Altenmarkt-Zauchensee  | Weltcupstrecke Zauchensee    | zjazd             | Christine Scheyer       | Tina Weirather          | Jacqueline Wiles                |
| 21.                                        | 21 stycznia 2017     | Garmisch-Partenkirchen | Kandahar 1                   | zjazd             | Lindsey Vonn            | Lara Gut                | Viktoria Rebensburg             |
| 22.                                        | 22 stycznia 2017     | Garmisch-Partenkirchen | Kandahar 1                   | supergigant       | Lara Gut                | Stephanie Venier        | Tina Weirather                  |
| 23.                                        | 24 stycznia 2017     | Kronplatz              | Piz de Plaies – Erta         | gigant            | Federica Brignone       | Tessa Worley            | Marta Bassino                   |
| 24.                                        | 28 stycznia 2017     | Cortina d’Ampezzo      | Olympia delle Tofane         | zjazd             | Lara Gut                | Sofia Goggia            | Ilka Štuhec                     |
| 25.                                        | 29 stycznia 2017     | Cortina d’Ampezzo      | Olympia delle Tofane         | supergigant       | Ilka Štuhec             | Sofia Goggia            | Anna Veith                      |
| 26.                                        | 31 stycznia 2017     | Sztokholm              | –                            | slalom równoległy | Mikaela Shiffrin        | Veronika Velez-Zuzulová | Nina Løseth                     |
| 44. Mistrzostwa Świata 2017 – Sankt Moritz |                      |                        |                              |                   |                         |                         |                                 |
| 27.                                        | 24 lutego 2017       | Crans-Montana          | Mont Lachaux                 | superkombinacja   | Federica Brignone       | Ilka Štuhec             | Michaela Kirchgasser            |
| 28.                                        | 25 lutego 2017       | Crans-Montana          | Mont Lachaux                 | supergigant       | Ilka Štuhec             | Elena Curtoni           | Stephanie Venier                |
| 29.                                        | 26 lutego 2017       | Crans-Montana          | Mont Lachaux                 | superkombinacja   | Mikaela Shiffrin        | Federica Brignone       | Ilka Štuhec                     |
| 30.                                        | 4 marca 2017         | Jeongseon              | Jeongseon Downhill           | zjazd             | Sofia Goggia            | Lindsey Vonn            | Ilka Štuhec                     |
| 31.                                        | 5 marca 2017         | Jeongseon              | Jeongseon Downhill           | supergigant       | Sofia Goggia            | Lindsey Vonn            | Ilka Štuhec                     |
| 32.                                        | 10 marca 2017        | Squaw Valley           | Red Dog                      | gigant            | Mikaela Shiffrin        | Federica Brignone       | Tessa Worley                    |
| 33.                                        | 11 marca 2017        | Squaw Valley           | Red Dog                      | slalom            | Mikaela Shiffrin        | Šárka Strachová         | Bernadette Schild               |
| 34.                                        | 15 marca 2017        | Aspen                  | Ruthie’s Run\America’s DH    | zjazd             | Ilka Štuhec             | Lindsey Vonn            | Sofia Goggia                    |
| 35.                                        | 16 marca 2017        | Aspen                  | Ruthie’s Run                 | supergigant       | Tina Weirather          | Ilka Štuhec             | Federica Brignone               |
| 36.                                        | 18 marca 2017        | Aspen                  | Lower Ruthie’s Run           | slalom            | Petra Vlhová            | Mikaela Shiffrin        | Frida Hansdotter                |
| 37.                                        | 19 marca 2017        | Aspen                  | Lower Ruthie’s Run           | gigant            | Federica Brignone       | Sofia Goggia            | Marta Bassino                   |

### Drużynowy slalom gigant równoległy
| Data          | Miejscowość | 1. Miejsce                                                           | 2. Miejsce                                                 | 3. Miejsce                                                                              |
| ------------- | ----------- | -------------------------------------------------------------------- | ---------------------------------------------------------- | --------------------------------------------------------------------------------------- |
| 17 marca 2017 | Aspen       | Szwecja Frida Hansdotter Emelie Wikström Mattias Hargin André Myhrer | Niemcy Lena Dürr Marina Wallner Stefan Luitz Linus Straßer | Francja Adeline Baud-Mugnier Coralie Frasse Sombet Jean-Baptiste Grange Julien Lizeroux |

## Wyniki reprezentantek Polski
| Zawodniczka | Sölden 22.10 | Levi 12.11 | Killington 26.11 | Killington 27.11 | Lake Louise 02.12 | Lake Louise 03.12 | Lake Louise 04.12 | Sestriere 10.12 | Sestriere 11.12 | Val d’Isère 16.12 | Val d’Isère 17.12 | Val d’Isère 18.12 | Semmering 27.12 | Semmering 28.12 | Semmering 29.12 | Zagrzeb 03.01 | Maribor 07.01 | Maribor 08.01 | Flachau 10.01 | Altenmarkt-Zauchensee 15.01 | Ga-Pa 21.01 | Ga-Pa 22.01 | Kronplatz 24.01 | Cortina d’Ampezzo 28.01 | Cortina d’Ampezzo 29.01 | Sztokholm 31.01 | Crans Montana 24.02 | Crans Montana 25.02 | Crans Montana 26.02 | Jeongseon 04.03 | Jeongseon 05.03 | Squaw Valley 10.03 | Squaw Valley 11.03 | Aspen 15.03 | Aspen 16.03 | Aspen 17.03 | Aspen 18.03 | Aspen 19.03 |
| Maryna Gąsienica-Daniel | dnf1         | –          | –                | –                | –                 | –                 | –                 | dnq51           | –               | –                 | –                 | dnf1              | dnq52           | dnq55           | –               | –             | dnq40         | –             | –             | –                           | –           | 31          | dnq32           | –                       | –                       | –               | 26                  | dnf1                | dnf1                | –               | –               | dnq32              | dnf1               | –           | –           | –           | –           | –           |
| Daria Krajewska | –            | –          | –                | –                | –                 | –                 | –                 | –               | –               | –                 | –                 | –                 | –               | –               | –               | –             | –             | –             | dnq51         | –                           | –           | –           | –               | –                       | –                       | –               | –                   | –                   | –                   | –               | –               | –                  | –                  | –           | –           | –           | –           | –           |
| Katarzyna Wąsek | –            | –          | –                | –                | –                 | –                 | –                 | –               | –               | –                 | –                 | –                 | –               | –               | –               | –             | –             | dnq56         | –             | –                           | –           | –           | –               | –                       | –                       | –               | –                   | –                   | –                   | –               | –               | –                  | –                  | –           | –           | –           | –           | –           |
| 1-3 4-30 poniżej 30 dnf – Zawodniczka nie ukończyła przejazdu. dns – Zawodniczka nie wystartowała. dsq – Zawodniczka została zdyskwalifikowana. dnq – Zawodniczka nie zakwalifikowała się do 2. serii, cyfry u góry, pokazują miejsce zajęte przez zawodniczkę w 1. przejeździe. 1 – Zawodniczka nie wystartowała, nie ukończyła przejazdu lub została zdyskwalifikowana w 1. rundzie. 2 – Zawodniczka nie wystartowała, nie ukończyła przejazdu lub została zdyskwalifikowana w 2. rundzie. |              |            |                  |                  |                   |                   |                   |                 |                 |                   |                   |                   |                 |                 |                 |               |               |               |               |                             |             |             |                 |                         |                         |                 |                     |                     |                     |                 |                 |                    |                    |             |             |             |             |             |

## Klasyfikacje
| Lp. | Zawodniczka         | Punkty |
| --- | ------------------- | ------ |
| 1.  | Mikaela Shiffrin    | 1643   |
| 2.  | Ilka Štuhec         | 1325   |
| 3.  | Sofia Goggia        | 1197   |
| 4.  | Lara Gut            | 1023   |
| 5.  | Federica Brignone   | 895    |
| 6.  | Tessa Worley        | 870    |
| 7.  | Tina Weirather      | 857    |
| 8.  | Wendy Holdener      | 692    |
| 9.  | Viktoria Rebensburg | 651    |
| 10. | Petra Vlhová        | 589    |

| Lp. | Zawodniczka         | Punkty |
| --- | ------------------- | ------ |
| 1.  | Ilka Štuhec         | 597    |
| 2.  | Sofia Goggia        | 460    |
| 3.  | Lara Gut            | 360    |
| 4.  | Lindsey Vonn        | 280    |
| 5.  | Tina Weirather      | 256    |
| 6.  | Johanna Schnarf     | 244    |
| 7.  | Viktoria Rebensburg | 221    |
| 8.  | Nicole Schmidhofer  | 208    |
| 9.  | Laurenne Ross       | 204    |
| 10. | Christine Scheyer   | 196    |

| Lp. | Zawodniczka        | Punkty |
| --- | ------------------ | ------ |
| 1.  | Tina Weirather     | 435    |
| 2.  | Ilka Štuhec        | 430    |
| 3.  | Lara Gut           | 300    |
| 4.  | Elena Curtoni      | 271    |
| 5.  | Stephanie Venier   | 255    |
| 6.  | Sofia Goggia       | 240    |
| 7.  | Nicole Schmidhofer | 240    |
| 8.  | Federica Brignone  | 222    |
| 9.  | Tessa Worley       | 167    |
| 10. | Kajsa Kling        | 156    |

| Lp. | Zawodniczka         | Punkty |
| --- | ------------------- | ------ |
| 1.  | Tessa Worley        | 685    |
| 2.  | Mikaela Shiffrin    | 600    |
| 3.  | Sofia Goggia        | 405    |
| 4.  | Federica Brignone   | 370    |
| 5.  | Lara Gut            | 360    |
| 6.  | Marta Bassino       | 354    |
| 7.  | Viktoria Rebensburg | 277    |
| 8.  | Ana Drev            | 239    |
| 9.  | Manuela Mölgg       | 236    |
| 10. | Ragnhild Mowinckel  | 188    |

| Lp. | Zawodniczka             | Punkty |
| --- | ----------------------- | ------ |
| 1.  | Mikaela Shiffrin        | 840    |
| 2.  | Veronika Velez-Zuzulová | 565    |
| 3.  | Wendy Holdener          | 455    |
| 4.  | Frida Hansdotter        | 432    |
| 5.  | Petra Vlhová            | 411    |
| 6.  | Šárka Strachová         | 394    |
| 7.  | Nina Løseth             | 362    |
| 8.  | Bernadette Schild       | 320    |
| 9.  | Chiara Costazza         | 206    |
| 10. | Melanie Meillard        | 195    |

| Lp. | Zawodniczka          | Punkty |
| --- | -------------------- | ------ |
| 1.  | Ilka Štuhec          | 240    |
| 2.  | Federica Brignone    | 220    |
| 3.  | Wendy Holdener       | 140    |
| 4.  | Michaela Kirchgasser | 105    |
| 5.  | Michelle Gisin       | 104    |
| 6.  | Mikaela Shiffrin     | 100    |
| 7.  | Marie-Michele Gagnon | 100    |
| 8.  | Sofia Goggia         | 92     |
| 9.  | Ragnhild Mowinckel   | 67     |
| 10. | Maruša Ferk          | 67     |